# Cathy Freeman
Catherine Astrid Salome Freeman, detta Cathy (Mackay, 16 febbraio 1973), è un'ex velocista australiana, specializzata in particolare nei 400 metri piani.
In carriera è stata campionessa olimpica dei 400 m piani ai Giochi di Sydney 2000 e due volte campionessa mondiale della stessa distanza.

## Biografia
Cathy Freeman è un'aborigena ed è stata indicata spesso come simbolo dell'integrazione razziale tra gli indigeni e il resto della popolazione australiana. Cresciuta nella fede bahá'í, ha sempre vissuto nel Queensland.
Il suo debutto internazionale è avvenuto ad Auckland (Nuova Zelanda), in occasione dei Giochi del Commonwealth del 1990. Ai Giochi del Commonwealth del 1994 nel giro di pista dopo la vittoria sventolò la bandiera degli aborigeni assieme a quella australiana, suscitando diverse polemiche.
Nel suo palmarès si contano un argento olimpico ad Atlanta 1996, due titoli mondiali (Atene 1997 e Siviglia 1999) e infine l'oro olimpico a Sydney 2000, sempre sui 400 metri piani.
È stata scelta come atleta simbolo della sua nazione ai Giochi olimpici di Sydney 2000. Nella cerimonia d'apertura è stata lei, come ultimo tedoforo, ad accendere il braciere con la fiamma olimpica.
Il 25 settembre 2000, in uno stadio olimpico gremito di tifosi australiani, ha vinto la medaglia d'oro sui 400 metri piani, il centesimo oro olimpico per l'Australia. È stata la prima medaglia olimpica vinta da un aborigeno, ed anche il primo caso di ultimo tedoforo che sia diventato campione olimpico nella stessa edizione dei Giochi. Nonostante il divieto ufficiale d'uso di bandiere non-statali ai Giochi olimpici, anche questa volta sventolò insieme le due bandiere.
Si è ritirata dall'attività agonistica il 15 luglio 2003.

## Record nazionali

### Seniores
- 400 metri piani: 48"63 ( Atlanta, 29 luglio 1996)
- Staffetta 4×400 metri: 3'23"81 ( Sydney, 30 settembre 2000)  (Nova Peris-Kneebone, Tamsyn Lewis, Melinda Gainsford-Taylor, Cathy Freeman)
- Staffetta 4×400 metri indoor: 3'26"87 ( Maebashi, 7 marzo 1999)  (Susan Andrews, Tania Van Heer, Tamsyn Lewis, Cathy Freeman)

## Progressione

### 200 metri piani
| Stagione | Risultato | Luogo     | Data      | Rank. Mond. |
| -------- | --------- | --------- | --------- | ----------- |
| 2003     | 23"63     | Adelaide  | 6-2-2003  | 204ª        |
| 2002     | 23"64     | Melbourne | 7-3-2002  | 169ª        |
| 2000     | 22"53     | Sydney    | 28-9-2000 | 14ª         |
| 1999     | 22"82     | Parigi    | 3-7-1999  | 39ª         |
| 1998     | 22"55     | Austin    | 2-5-1998  | 11ª         |
| 1997     | 22"68     | Stoccolma | 7-7-1997  | 22ª         |
| 1996     | 22"55     | Zurigo    | 14-8-1996 | 17ª         |
| 1995     | 22"50     | San Jose  | 27-5-1995 |             |
| 1994     | 22"25     | Victoria  | 26-8-1994 | 4ª          |
| 1993     | 22"37     | Rieti     | 5-9-1993  | 10ª         |
| 1992     | 23"09     | Melbourne | 25-2-1992 |             |
| 1991     | 23"50     | Sydney    | 23-2-1991 |             |
| 1990     | 23"36     | Brisbane  | 18-3-1990 |             |
| 1989     | 23"86     |           |           |             |
| 1988     | 24"50     |           |           |             |

### 400 metri piani
| Stagione | Risultato | Luogo      | Data      | Rank. Mond. |
| -------- | --------- | ---------- | --------- | ----------- |
| 2003     | 51"66     | Brisbane   | 4-4-2003  | 40ª         |
| 2002     | 52"59     | Perth      | 16-3-2002 | 103ª        |
| 2000     | 49"11     | Sydney     | 25-9-2000 | 1ª          |
| 1999     | 49"67     | Siviglia   | 26-8-1999 | 2ª          |
| 1998     | 50"02     | Eugene     | 31-5-1998 | 4ª          |
| 1997     | 49"39     | Oslo       | 4-7-1997  | 1ª          |
| 1996     | 48"63     | Atlanta    | 29-7-1996 | 2ª          |
| 1995     | 50"21     | Bruxelles  | 25-8-1995 | 5ª          |
| 1994     | 50"04     | Parigi     | 3-9-1994  | 2ª          |
| 1993     | 51"34     | Londra     | 23-7-1993 |             |
| 1992     | 51"14     | Birmingham | 28-6-1992 |             |
| 1991     | 54"24     |            |           |             |
| 1988     | 55"53     |            |           |             |

## Palmarès

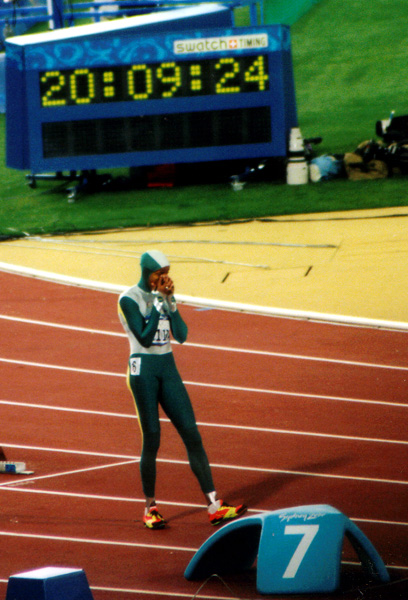
Cathy Freeman prima della partenza della vittoriosa finale olimpica di.

| Anno | Manifestazione          | Sede       | Evento      | Risultato        | Prestazione | Note                                     |
| ---- | ----------------------- | ---------- | ----------- | ---------------- | ----------- | ---------------------------------------- |
| 1990 | Giochi del Commonwealth | Auckland   | 4×100 m     | Oro              | 43"87       |                                          |
| 1990 | Mondiali juniores       | Plovdiv    | 100 m piani | Semifinale       | 11"87       |                                          |
| 1990 | Mondiali juniores       | Plovdiv    | 200 m piani | 5ª               | 23"61       |                                          |
| 1990 | Mondiali juniores       | Plovdiv    | 4×100 m     | 5ª               | 45"01       |                                          |
| 1992 | Mondiali juniores       | Seul       | 200 m piani | Argento          | 23"25       |                                          |
| 1992 | Mondiali juniores       | Seul       | 4×400 m     | 6ª               | 3'36"28     |                                          |
| 1992 | Giochi olimpici         | Barcellona | 400 m piani | Quarti di finale | 51"52       |                                          |
| 1992 | Giochi olimpici         | Barcellona | 4×400 m     | 7ª               | 3'26"42     |                                          |
| 1993 | Mondiali indoor         | Toronto    | 60 m piani  | Batteria         | 7"48        |                                          |
| 1993 | Mondiali indoor         | Toronto    | 200 m piani | Batteria         | dq          |                                          |
| 1993 | Mondiali                | Stoccarda  | 200 m piani | Semifinale       | 22"58       |                                          |
| 1994 | Giochi del Commonwealth | Victoria   | 200 m piani | Oro              | 22"25       | Miglior prestazione personale            |
| 1994 | Giochi del Commonwealth | Victoria   | 400 m piani | Oro              | 50"38       |                                          |
| 1994 | Giochi del Commonwealth | Victoria   | 4×100 m     | Argento          | 43"43       |                                          |
| 1995 | Mondiali                | Göteborg   | 200 m piani | Semifinale       | 22"82       |                                          |
| 1995 | Mondiali                | Göteborg   | 400 m piani | 4ª               | 50"60       |                                          |
| 1995 | Mondiali                | Göteborg   | 4×400 m     | Bronzo           | 3'25"88     |                                          |
| 1996 | Giochi olimpici         | Atlanta    | 200 m piani | Semifinale       | 22"78       |                                          |
| 1996 | Giochi olimpici         | Atlanta    | 400 m piani | Argento          | 48"63       | Record oceaniano                         |
| 1997 | Mondiali                | Atene      | 400 m piani | Oro              | 49"77       |                                          |
| 1999 | Mondiali indoor         | Maebashi   | 4×400 m     | Argento          | 3'26"87     | Record oceaniano                         |
| 1999 | Mondiali                | Siviglia   | 400 m piani | Oro              | 49"67       | Miglior prestazione personale stagionale |
| 1999 | Mondiali                | Siviglia   | 4×400 m     | 6ª               | 3'28"04     |                                          |
| 2000 | Giochi olimpici         | Sydney     | 200 m piani | 6ª               | 22"53       | Miglior prestazione personale stagionale |
| 2000 | Giochi olimpici         | Sydney     | 400 m piani | Oro              | 49"11       | Miglior prestazione personale stagionale |
| 2000 | Giochi olimpici         | Sydney     | 4×400 m     | 4ª               | 3'23"81     |                                          |
| 2002 | Giochi del Commonwealth | Manchester | 4×400 m     | Oro              | 3'25"63     |                                          |

## Altre competizioni internazionali
1994
- Argento alla Grand Prix Final ( Parigi), 400 m piani - 50"04
- Bronzo in Coppa del mondo ( Londra), 200 m piani - 22"72

1995
- 7ª alla Grand Prix Final ( Monaco), 200 m piani - 23"10

1996
- Oro alla Grand Prix Final ( Milano), 400 m piani - 49"60